# GoFundMe
GoFundMe is een Amerikaans commercieel crowdfundingplatform dat mensen in staat stelt om geld op te halen voor projecten die uiteenlopen van vieringen tot tegenslagen als ongelukken en ziektes. Van 2010 tot begin 2020 werd er meer dan $ 9 miljard opgehaald via het platform dankzij bijdragen van meer dan 120 miljoen donoren.
Het opstarten van een actie op GoFundMe is gratis voor persoonlijke projecten in de Verenigde Staten, Canada, het Verenigd Koninkrijk, Australië, Frankrijk, Duitsland, Ierland, Italië, Nederland en Spanje. Er worden evenwel transactiekosten afgehouden waarvan de grootte afhankelijk is van het doel en de regio.
Het bedrijf is gevestigd in Redwood City en heeft kantoren in San Diego en Dublin. GoFundMe is ook actief in Frankrijk, Spanje, Duitsland, Italië en het Verenigd Koninkrijk.